# Denis Papin
Denis Papin (n. 22 august 1647, Chitenay, Centre-Val de Loire, Franța – d. 26 august 1713, Londra, Regatul Marii Britanii) a fost un fizician francez, matematician și unul dintre inventatorii motorului cu aburi.

## Viața în Paris
În 1661 sau în 1662 a început să studieze medicina la Angers, de la 1669 a fost angajat tot acolo la practică medicală.În 1674, s-a mutat la Paris, unde a devenit prieten cu  Christiaan Huygens, pe care l-a asistat în experimentele sale cu pompa de aer; rezultatele au fost expuse în «Experiences du Vuide» 1674 și împreună cu Hugyens în memoriile «Philos. Transactions» a societății regale londoneze în 1675.

## Fuga în Londra
Fiind calvinist, în 1675 a fost forțat să fugă la Londra, unde a fost primit cu căldură de către Boyle, pe care l-a asistat în lucrările sale. De data aceasta sunt introduse de către el îmbunătățiri de proiectare a pompei de aer: a conectat doi cilindri într-o singură pompă, înlocuirea robinetului cu supape, plăcile  dispozitivului și clopote. În 1680, la sfatul lui Boyle a fost admis ca membru la Royal Society, căruia în același an, a raportat noua sa invenție - Cazanul lui Papin, pe care a descris-o în «A new digestor or engine for softing bones» 1681. Lucrarea a fost tradusă în franceză de însuși Papin, cu denumirea   «La maniere d’ammolir les os et de faire couire en fort peu de temps et à peu de frais toutes sortes de viandes, avec une description de la marmite, ses propriétés et ses usages». În acest dispozitiv a fost aplicat pentru prima dată supapa de siguranță.
La scurt timp, Papin a primit o ofertă de a merge la Veneția în calitate de membru al Academiei recent deschis de Științe Filosofice și Matematice. Locuind în Veneția până în anul 1684, Papin revine la Londra, unde prietenii lui i-au oferit un loc pentru demonstrația experimentelor la Royal Society; aici el reușește să inventeze  o serie de mașini diferite pentru ridicarea apei, și așa mai departe.